# ليو غودرولت
ليو غودرولت هو لاعب هوكي الجليد كندي، ولد في 19 أكتوبر 1905، وتوفي في 21 مارس 1950.

## وصلات خارجية
- ليو غودرولت على موقع دوري الهوكي الوطني (الإنجليزية)
- ليو غودرولت على موقع EliteProspects.com (الإنجليزية)
- ليو غودرولت على موقع HockeyDB.com (الإنجليزية)
- ليو غودرولت على موقع Hockey-Reference.com (الإنجليزية)